# Braquia
Uma braquia é um sinal diacrítico ( ˘ ), colocado sobre uma vogal, originalmente para indicar que essa vogal é curta, em oposição ao mácron ( ¯ ) que indica vogais longas.
É utilizado com essa  função nos dicionários de latim, grego antigo e outros idiomas, dentre os quais as línguas tuaregues. Diferencia-se do caron ou háček ( ˇ ), que é anguloso e não arredondado. 